# デゼ

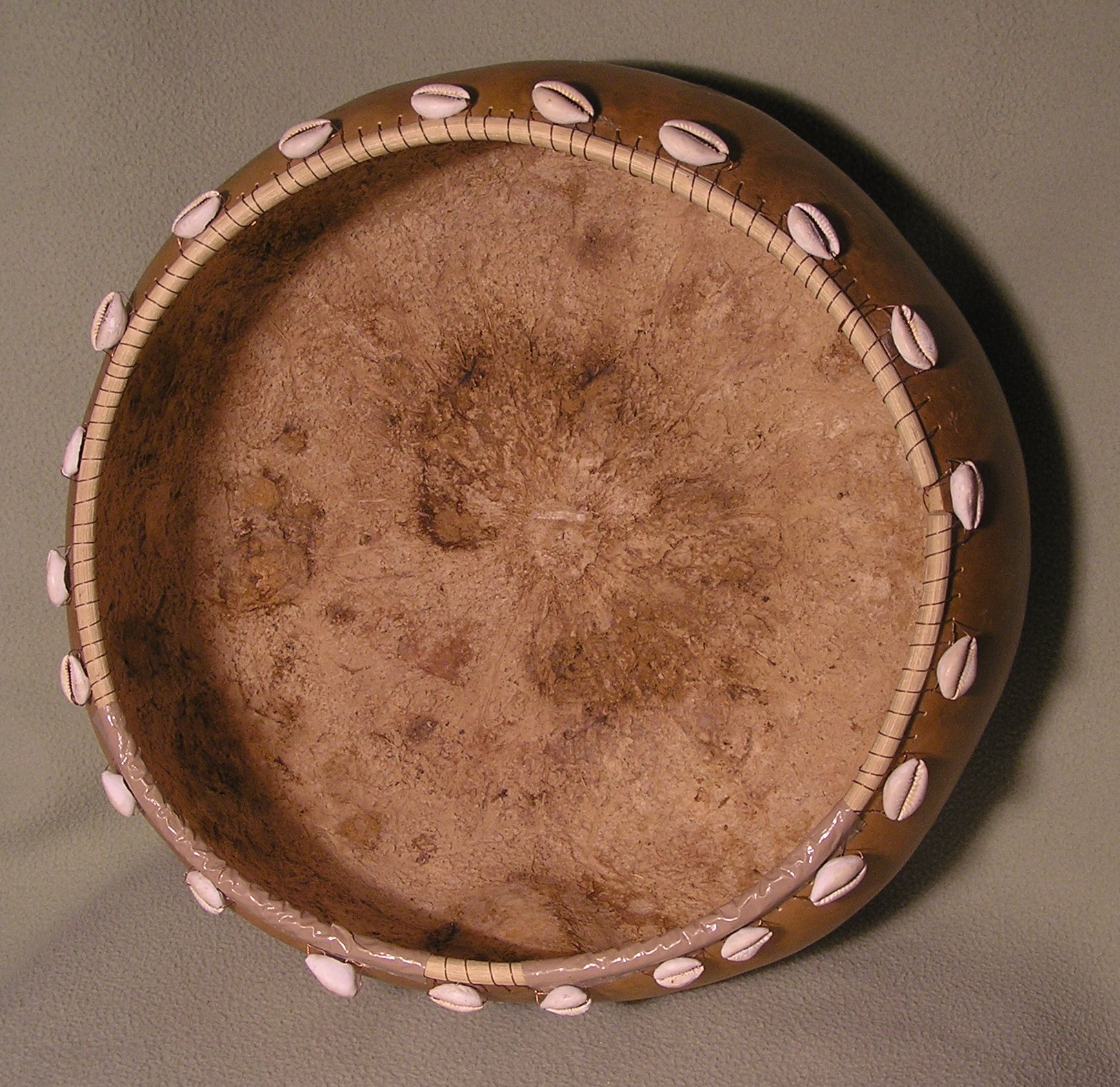
デゼ

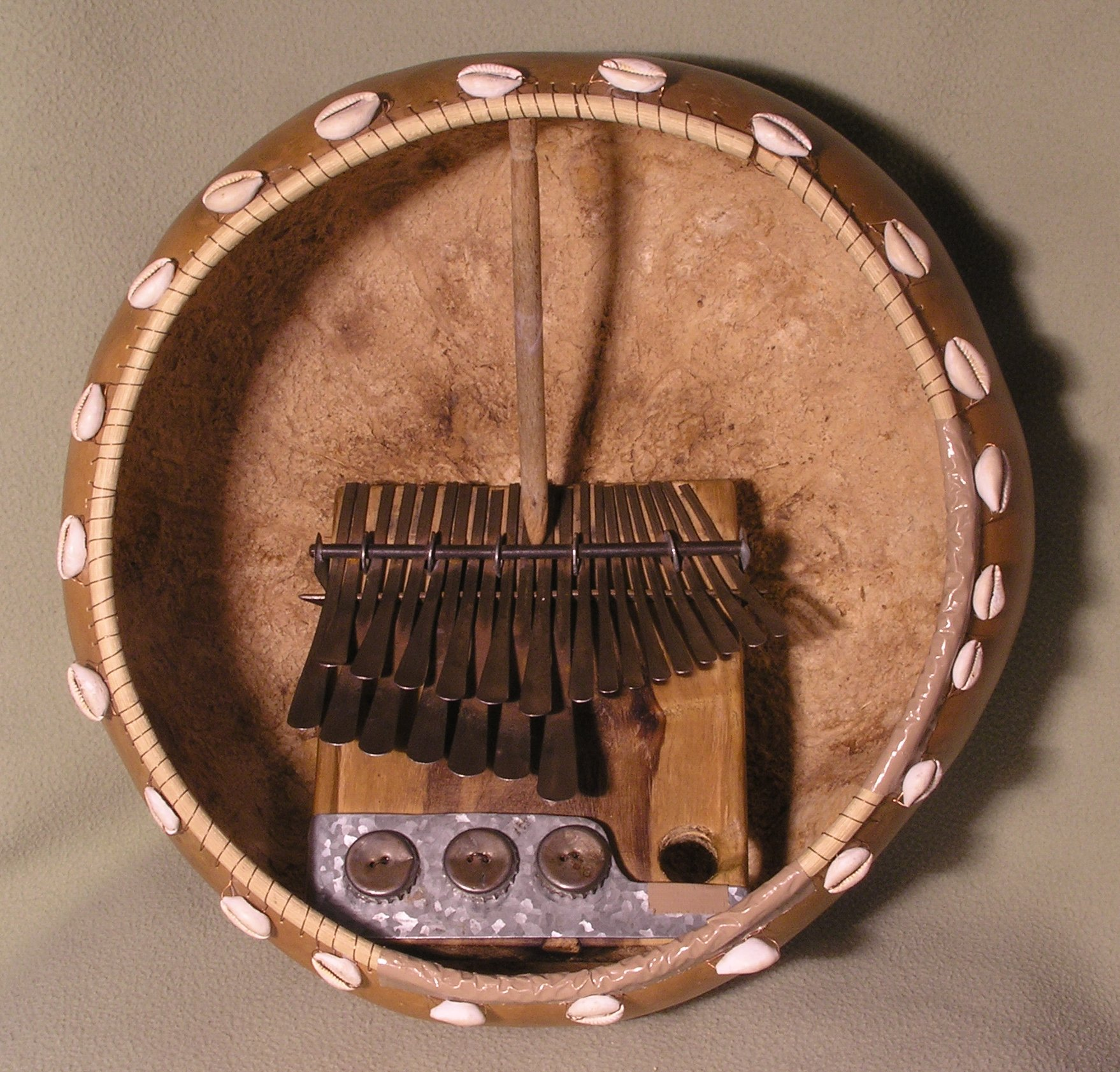
典型的な構成のンビラ・ザワズィム付きのデゼ

デゼはジンバブエのショナ音楽で用いられる、半分にしたカラバッシュのひょうたんの中に音を増幅するンビラを置いた楽器。一般的には形は円形であり、周囲に張られたボトルキャップや貝などがンビラとともに振動し鳴動音を発生させる。壊れたデゼは頻繁にワイヤステッチで修理される。現代のデゼは耐久性を高める目的でしばしばガラス繊維とエポキシで作られている。

## さらに読む
- Berliner, Paul. (1978). The Soul of Mbira: music and traditions of the Shona people of Zimbabwe. Berkeley : University of California Press.
- Tracey, Andrew. (1970). How to play the mbira (dza vadzimu). Roodepoort, Transvaal, South Africa: International Library of African Music.
- Tracey, Hugh. (1969). The Mbira class of African Instruments in Rhodesia (1932).  African Music Society Journal, 4:3, 78-95.

| サブスタブ | この項目は、まだ閲覧者の調べものの参照としては役立たない、書きかけの項目です。この項目を加筆・訂正などしてくださる協力者を求めています。このテンプレートは分野別のサブスタブテンプレートやスタブテンプレート（Wikipedia:分野別のスタブテンプレート参照）に変更することが望まれています。 |